# Fundación Carmignac
La Fundación Carmignac es una fundación de empresa orientada sobre la gestión de una colección de arte contemporáneo, y aquella de un premio  de fotoperiodismo.
Ha sido creada en 2000 por Édouard Carmignac, presidente de la sociedad de gestión de activos Carmignac.

## Actividad
La Fundación Carmignac se articula en torno a tres ejes :
- la colección de empresa que comprende más 250 obras de arte contemporáneo
- el Premio Carmignac del fotoperiodismo, puesto anualmente, que permite a un periodista-laureado de realizar un reportaje de investigación con el apoyo de la Fundación
- el proyecto de fundación abierta al público sobre sitio preservado de Porquerolles (Var). El deseo de compartir su pasión para el arte contemporáneo, pero también de comprometerse a favor de la libertad de expresión y de abrirse sobre el mundo que lo rodea, han presidido a la creación de esta fundación. Esta aventura va a encontrar pronto su aboutissement con la abertura de un lugar dédié sobre la isla de Porquerolles .

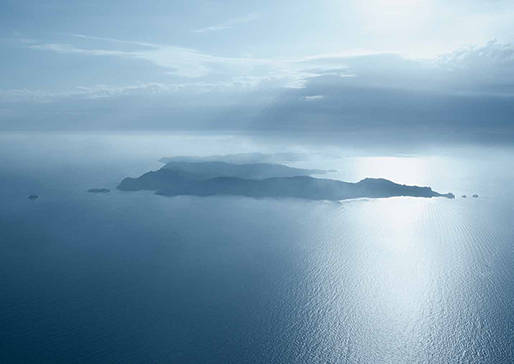
Isla de Porquerolles.

La Fundación Carmignac está dirigida por Charles Carmignac, hilos de Édouard Carmignac y miembro del grupo Moriarty.

### Colección Carmignac
Constituida inicialmente en torno al pop arte, la colección Carmignac Gestión cuenta más de 250 œuvres de los XX   , cuyos de las piezas de Andy Warhol, Roy Lichtenstein, Keith Haring, Jean-Michel Basquiat, Gerhard Richter, Andreas Gursky, Martial Raysse, Zhang Huan, Korakrit Arunanondchaï, Richard Príncipe o Sterling Ruby.
La colección etait expuesta en los despachos de la empresa Carmignac Gestión en París, Londres, Madrid, Milán, Frankfurt, Luxemburgo, Zúrich y Miami hasta su instalación sobre la isla de Porquerolles en 2018.

### Premios Carmignac del fotoperiodismo
Creado en 2009, el fotoperiodismo tiene como objetivo sostener cada año la producción de un reportaje de investigación fotográfica sobre una región del mundo donde los derechos fundamentales están amenazados.
Dotado de una bolsa de terreno de 50 000 euros, permite al periodista-laureado de realizar su reportaje con el apoyo de la Fundación que organiza, a su regreso, una exposición itinérante y la edición de un libro monográfico.
En 2016, el 7.º lauréat, el fotoperiodisto Narciso Contretras (en), vuelve con las primeras pruebas de esclavitud en Libia
Los laureados están : 
- 2009 : Kai Wiedenhöfer, , Gaza : The Book of Destrucción
- 2010 : Massimo Berruti, Pachtounistan : Lashkars
- 2011 : Robin Hammond, Zimbabue : Your wounds will be named silencio
- 2012 : Davide Monteleone, Chechenia : Spasibo
- 2013 : Newsha Tavakolian, , Irán : Blank Páginas of año Iranian Foto Álbum
- 2014 : Christophe Ginebra, , Guayana Francesa : Asentamiento
- 2015 : Narciso Contreras, , Libia : placa tournante del tráfico humano
- 2016 : Lizzie Sadin, , La trampa - trata - mujeres a Nepal
- 2017 : Presidida por el climatologue Jean Jouzel, Premio Vetlesen 2012 y colaureado del Premio Nobel de la Paz en 2007, la #9.º edición del Premio Carmignac está volcada en Ártico.

### Mecenazgo
La Fundación Carmignac sostiene ponctuellement de las acciones a favor de la creación contemporánea. 
Así, en 2009, la fundación es mécène de la exposición « Primitive » de Apichatpong Weerasethakul al Museo de arte moderno de la ciudad de París. En 2010, es el mécène exclusivo de la retrospectiva volcada en Jean-Michel Basquiat al mismo museo. Presta regularmente de las œuvres salidas de la colección con ocasión de exposiciones temporales. El œuvre Fishing Pueblo de Roy Lichtenstein ha sido así prestada al Centro Pompidou durante la retrospectiva volcada en la artista en 2013. 
Una cooperación ha sido también concluido con la villa Noailles, a la cual la fundación lista de las œuvres de su colección para las exposiciones temporales de la institución. 
La fundación ha contribuido igualmente por su mecenazgo a la instalación del MuMo a Hyères en diciembre de 2013 y apadrinado la exposición Miquel Barceló « Suelo #<prn> Sombra » al museo nacional Picasso de París en 2016.

### El sitio de Porquerolles
La Fundación Carmignac se implanta en primavera 2018 sobre la isla de Porquerolles (Var) al seno del parque nacional de Port-Cros. El sitio está abierto al grande público y presenta una exposición permanenteainsi que de las esculturas realizadas in-situ por artistas internacionales.
La rehabilitación del edificio existente, un mas provençal característico, con la participación del taller Barani para la concepción, después de la agencia GMAA para la adaptación y el alargamiento del proyecto con creación de un espacio muséografico en sótano.
El paisaje Louis Benech es a cargo de la disposición del jardín.